# Uncinia flaccida
Uncinia flaccida är en halvgräsart som beskrevs av Stanley Thatcher Blake. Uncinia flaccida ingår i släktet Uncinia och familjen halvgräs. Inga underarter finns listade i Catalogue of Life.